# 'Ndrina

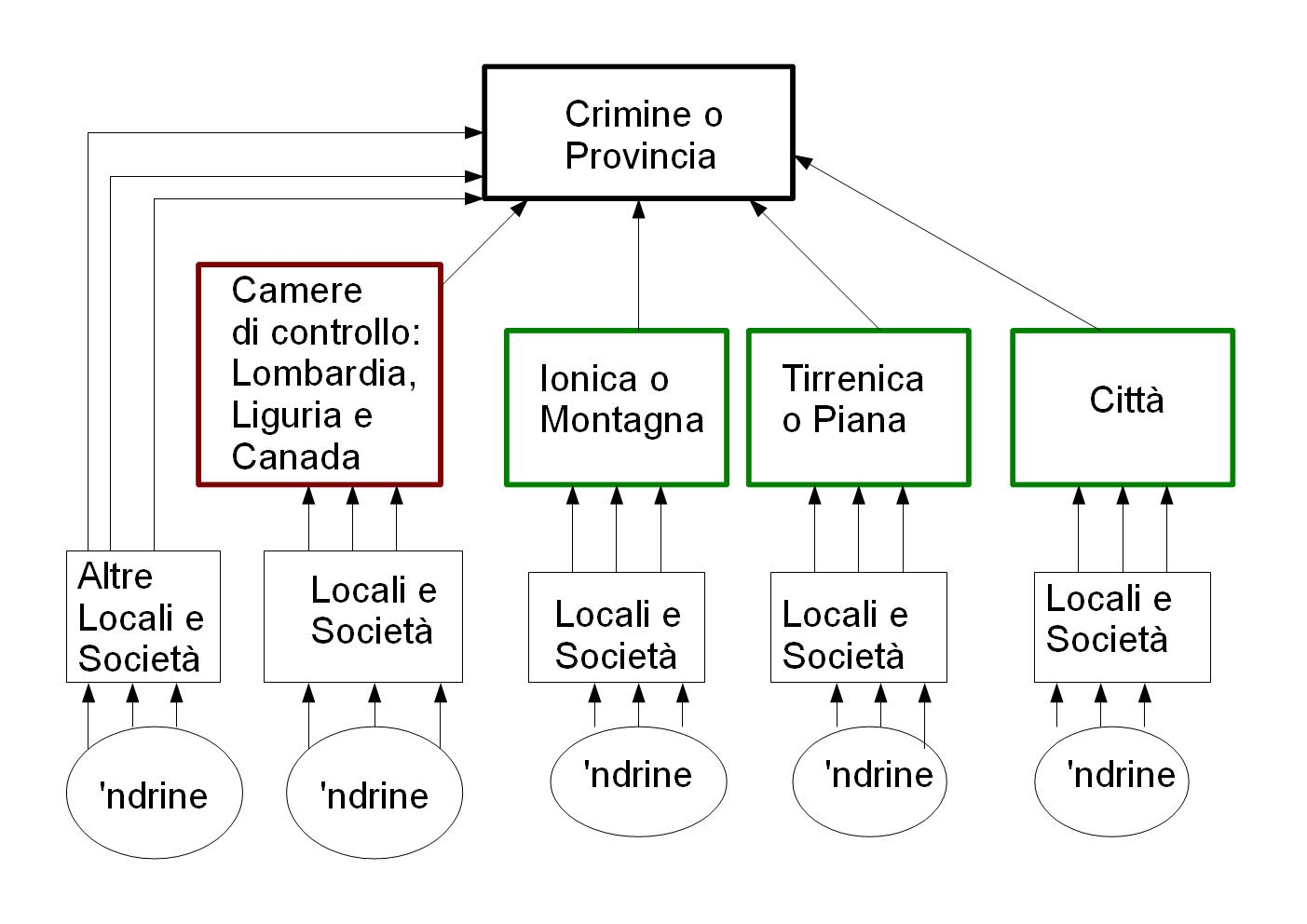
A estrutura

'ndrina (pronúncia italiana: [ˈndriːna], do grego, "homem que não se dobra", plural: 'ndrine) é um chefe autônomo de um território, ou unidade básica (clã) da associação mafiosa 'Ndrangheta, composta por parentes de sangue, formada na região da Calábria (sul da Itália). Esta é o equivalente a “família” ou a “cosca” da Máfia Siciliana. O membro de um clã 'ndrangheta é denominado um 'ndrinu.
Geralmente o 'ndrina está no controle de uma cidade pequena ou de um bairro em cidades maiores, mesmo fora da Calábria, em vilarejos do norte industrial da Itália, como em Turim e Milão.
Se mais do que um 'ndrina opera na mesma cidade, eles formam uma locale, o principal local de unidade organizacional da 'Ndrangheta, com jurisdição sobre toda uma cidade ou uma área em um grande centro urbano. Em alguns casos, algus sub- ndrine foram estabelecidos. O  'ndrine desfruta de um elevado grau de autonomia – eles têm um líder (o capobastone) e uma equipe independente. Em alguns contextos, as 'ndrine tornaram-se mais poderosas do que a região em que eles formalmente dependem.
Família de sangue e membros da família do crime se sobrepõem em grande parte dentro da 'Ndrangheta. Em geral, a 'ndrina consiste de homens pertencentes à mesma linhagem familiar sob o comando do capobastone. Salvatore Boemi, um procurador italiano Anti-máfia disse, em Reggio Calabria, que "uma pessoa se torna um membro pelo simples fato de ter nascido em uma família mafiosa," embora haja outras razões que poderiam atrair o jovem para buscar a adesão. Além disso, pessoas não-parentes também já foram admitidas para casamentos que ajudam a consolidar as relações dentro de cada  'ndrina, além de a expandir o quadro social. Como resultado, muitas famílias de sangue constituem cada grupo, portanto, "um elevado número de pessoas com o mesmo sobrenome, muitas vezes, acabam sendo perseguidos por membros de uma dada 'ndrina." De fato, como não há limite para a associação de uma única unidade, os chefes tentam recrutar cada vez mais cedo os descendentes.